# Martí Llobet

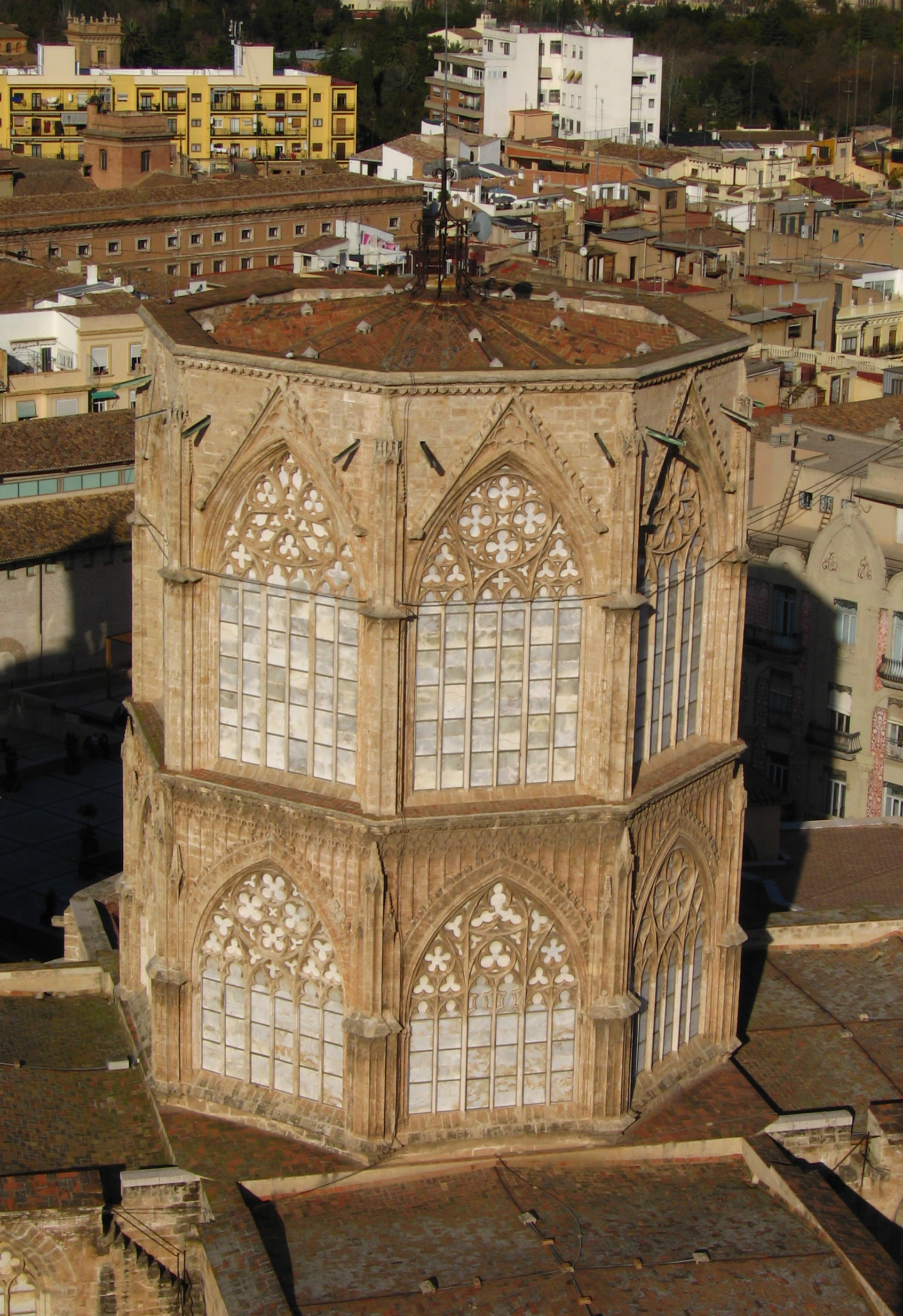
Cimbori. Vista exterior

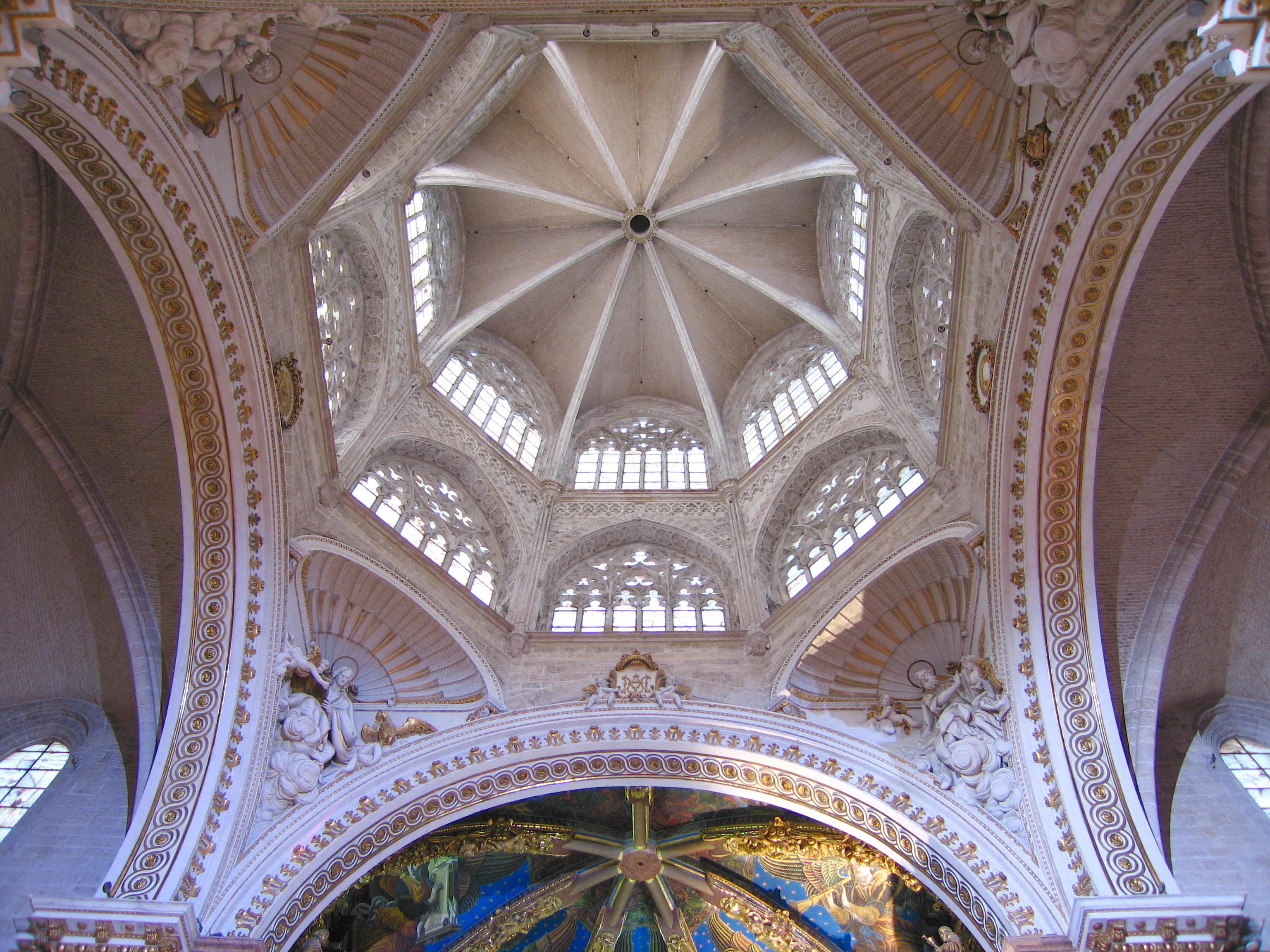
Cimbori. Vista interior

Martí Llobet (València, s. XV) fou un arquitecte i escultor valencià autor de diverses obres gòtiques a la seu de València durant la primera meitat del s. XV.
De Martí Llobet, se sap que fou mestre d'obres de la seu de València cap al 1430. Hom li atribueix l'autoria definitiva del cimbori d'aquesta seu, obra tardogòtica que inaugura l'esplèndida arquitectura valenciana del segle xv.
També va treballar en les obres de l'ampit, hui desaparegut, de la torre del Micalet i en el projecte mai realitzat de rematada gòtica per a aquest campanar.